# Ludwigia affinis
Ludwigia affinis är en dunörtsväxtart som först beskrevs av Dc., och fick sitt nu gällande namn av Kanesuke Hara. Ludwigia affinis ingår i släktet ludwigior, och familjen dunörtsväxter. Inga underarter finns listade i Catalogue of Life.